# 소 아그리피나

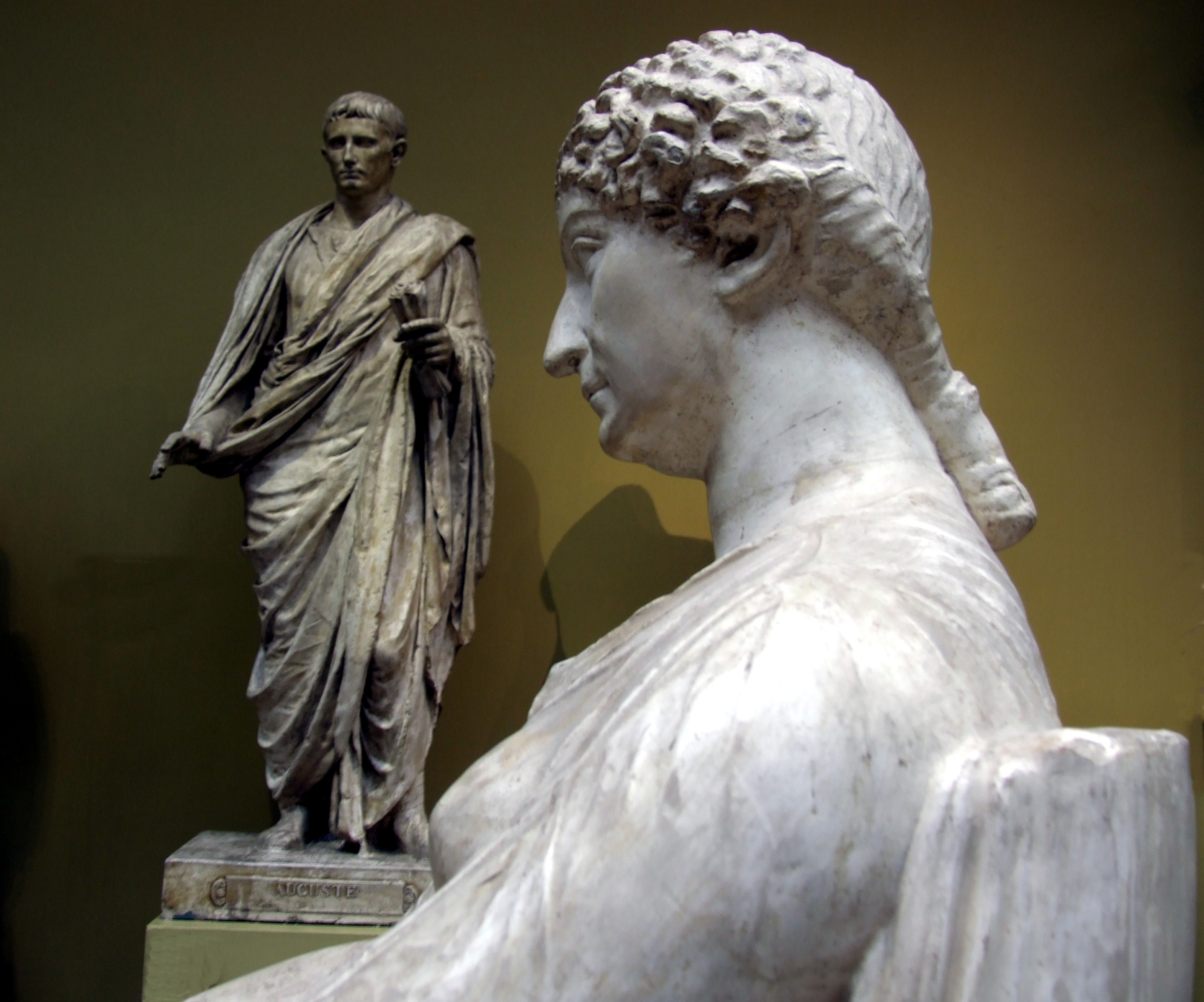

율리아 아그리피나(라틴어: Julia Agrippina, 15년 11월 6일 ~ 59년 3월 23일)는 로마 제국의 황후였다. 어머니인 대 아그리피나와 구별하기 위해 중 아그리피나로 불리기도 한다.
그는 율리우스-클라우디우스 왕조의 가장 두드러진 여성 중 하나로, 한때 로마 제국 왕위 계승 서열의 1순위에 있었던 장군 게르마니쿠스와, 초대 로마 황제 아우구스투스의 증손녀인 대 아그리피나 사이에서 태어났다. 로마 제국의 3대 황제 칼리굴라의 동생, 4대 황제 클라우디우스의 조카이자 넷째 아내, 9대 황제 네로의 어머니였다.